# Lipowo (powiat olsztyński)
Lipowo (niem. Lindenhorst) – osada w Polsce, położona w województwie warmińsko-mazurskim, w powiecie olsztyńskim, w gminie Biskupiec.

## Podział administracyjny
W latach 1975–1998 miejscowość należała administracyjnie do województwa olsztyńskiego.

## Pomniki przyrody
We wsi rośnie pomnik przyrody – dąb szypułkowy o obwodzie 500 cm i wysokości 25 m.